# Martina Trumpp
Martina Trumpp (* 1986 in Ansbach) ist eine deutsche Geigerin, Pädagogin und Festivalleiterin.

## Werdegang
Trumpp erhielt ihren ersten Violinunterricht im Alter von acht Jahren und wurde mit zwölf Jahren Jungstudentin an der Würzburger Musikhochschule bei Conrad von der Goltz. Sie absolvierte ihr Vollstudium dort bei Herwig Zack und legte ihr Diplom im Juli 2008 „mit Auszeichnung“ ab. Weiterhin studierte sie bei Ingolf Turban und Ana Chumachenco an der Musikhochschule München, mit Salvatore Accardo an der „Fondazione Stauffer“ in Cremona und bei Philippe Graffin am Königlichen Konservatorium Brüssel. Weitere Inspiration erhielt sie von Igor Ozim, Miriam Fried, Donald Weilerstein, Elisabeth Wallfisch, Joel Smirnoff, Daniel Phillips, Kurt Saßmannshaus, Yfrah Neaman, Petru Munteanu, Eckhard Fischer und Christian Tetzlaff.
Sie war u. a. erste Bundespreisträgerin bei Jugend musiziert, Preisträgerin des Premio Rodolfo Lipizer, und des Alois-Kottmann-Wettbewerbs. Außerdem war sie Jugendkulturpreisträgerin der Stadt Ansbach und erhielt 2009 den „Wolfram-von-Eschenbach Förderpreis“ des Bezirks Mittelfranken. Sie erhielt einige Stipendien, u. a. von der „Deutschen Stiftung Musikleben“ und der „Jütting-Stiftung“.
Als Solistin spielte sie u. a. mit den Düsseldorfer Symphonikern, dem Wiener Kammerorchester, dem Kurpfälzischen Kammerorchester, dem Orquesta filarmonica de Cali in Kolumbien,  der Klassikphilharmonie Hamburg, den Würzburger Philharmonikern, dem Georgischen Kammerorchester Ingolstadt, den Thüringer Symphonikern, der Philharmonie Bad Reichenhall und der Rheinischen Orchesterakademie Violinkonzerte von Bach, Vivaldi, Mozart, Haydn, Beethoven, Mendelssohn, Bruch, Saint-Saens, Dvorak, Tchaikovsky, Brahms, Sibelius, Schumann, Korngold, Khachaturian und Berg. Diese Konzerte führten sie zum Beispiel in die Elbphilharmonie Hamburg, das Markgräfliche Opernhaus Bayreuth, das Konzerthaus Stockholm, das Konzerthaus Wien und die „Laeiszhalle“ Hamburg.
Recitals und Kammermusik spielte sie beim Oberstdorfer Musiksommer, dem Fränkischen Sommer, dem Bayreuther Osterfestival, sowie in Österreich, Belgien, Tschechien, Schweden, Kanada, Kolumbien, England, der Schweiz und Spanien.
Nach vorzeitig abgelegtem Abitur am Gymnasium Carolinum Ansbach beendete sie Studien zur „Magistra Artium“ in Musikwissenschaft und Pädagogik an der Universität Würzburg, im Juli 2013 schloss sie ihr Mathematik-Studium an der Universität Tübingen ab. Im Wintersemester 2024/25 hatte sie eine Vertretungsprofessur an der Universität Augsburg inne. Außerdem unterrichtete sie an der Universität Würzburg und als Hauptfachdozentin für Violine an der Musikhochschule Trossingen, ist Gastprofessorin an der Universidad de Valle in Cali (Kolumbien) und gibt Meisterkurse.
Sie spielt auf einer Violine des Füssener Geigenbaumeisters Pierre Chaubert aus dem Jahr 2000.

## Intendanz, künstlerische Leitung
Sie ist Leiterin des D’Accord, das Klassikfestival, das im April 2014 Premiere hatte, sowie künstlerische Leiterin der Schubertiade Schloss Eyb. Im Corona-Sommer 2020 gründete und leitete sie gemeinsam mit Stephan Knies die vom Ministerium für Wissenschaft und Kunst Baden-Württemberg finanzierte „Stadt, Land, Klassik! – Die Sommertour 2020“.
2022 gründete sie gemeinsam mit Stephan Knies „Hohenschwangau Klassik“ Festival und die  „D`Accord Akademie“ und leitet diese seitdem.

## Arrangements
Ihre eigenen Arrangements von Wagners „Tristan und Isolde“ und „Tannhäuser“ für Streichsextett bzw. -septett wurden in der Elbphilharmonie Hamburg, bei den Bayreuther Festspielen, vom Iceland Philharmonic Orchestra und dem Los Angeles Philharmonic Orchestra gespielt.

## Diskographie
2023 wurden die Alben „Der Große Karneval der Tiere“ beim Buchfunk-Verlag und „Tristan und Isolde“ beim Label Coviello veröffentlicht. Das Tristan-Album wurde für den "Preis der Deutschen Schallplattenkritik" nominiert, das Karneval-Album wurde im Rahmen der Leipziger Buchmesse als besonders wertvoll für Kinder und Jugendliche ausgezeichnet.

## Auszeichnungen
- 1. Bundespreis bei Jugend musiziert 2004
- Preisträgerin des Premio Rodolfo Lipizer 2005
- Preisträgerin der Jütting-Stiftung 2005
- Jugendkulturpreis der Stadt Ansbach 2007
- Preisträgerin des Deutschen Musikinstrumentenfonds 2008
- Preisträgerin beim Kottmann-Preis 2008
- Wolfram-von-Eschenbach-Förderpreis 2009